# Флаг Мату-Гросу-ду-Сул
Флаг бразильского штата Мату-Гросу-ду-Сул представляет собой прямоугольное полотнище, разделённое белой полосой на левую зелёную и правую синюю части, в нижнем углу синей части расположена пятиконечная звезда золотого цвета.

## История
Флаг штата был учреждён 1 января 1979 года, в день, когда Мату-Гросу-ду-Сул официально стал штатом Бразилии. Дизайн флага разработал Мауру Муньюс.

## Символика
Белый цвет символизирует надежду, зеленый — богатую растительность штата, синий — небо; жёлтая звезда добавляет баланс, силу и спокойствие.